# Debtocracy

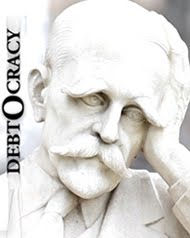
Poster del film

Debtocracy (Χρεοκρατία hreokratía) è un film documentario del 2011 diretto da Katerina Kitidi e Aris Hatzistefanou.
Si concentra principalmente su due punti: le cause della crisi del debito greco nel 2010 e possibili soluzioni future che potrebbe essere dato al problema che non sono attualmente all'esame del governo del paese.
Il documentario è distribuito online sotto licenza Creative Commons dal 6 aprile 2011 ed è sottotitolato in sei lingue.